# A8 (Zwitserland)
De A8 in Zwitserland, is een autosnelweg en autoweg, die loopt vanaf Spiez, via Interlaken naar Hergiswil, en is 94 km lang. De A8 is niet over de gehele lengte autosnelweg. Een aantal Hauptstraßen, zonder gescheiden rijbanen, maakt deel uit van de A8.